# Idiocalla ferruginea
Idiocalla ferruginea é uma espécie de coleóptero da tribo Callidiini (Cerambycinae), com distribuição na República do Congo e República Democrática do Congo.

## Sistemática
- Ordem Coleoptera
  - Subordem Polyphaga
    - Infraordem Cucujiformia
      - Superfamília Chrysomeloidea
        - Família Cerambycidae
          - Subfamília Cerambycinae
            - Tribo Callidiini
              - Gênero Idiocalla
                - I. ferruginea (Jordan, 1894)